# 보흐단 미하일리첸코
보흐단 바실리오비치 미하일리첸코(우크라이나어: Богда́н Васи́льович Михайліче́нко, 1997년 3월 21일 ~ )는 우크라이나의 프로 축구 선수로, 폴리샤 지토미르와 우크라이나 국가대표팀에서 레프트백으로 활약하고 있다.

## 구단 경력
우크라이나 키이우주 보리스필에서 태어난 미하일리첸코는 디나모 키이우와 크냐자 샤슬리베 스포츠 학교의 산물이다. 그의 첫 번째 트레이너는 올렉산드르 쿠릴코였다.

### 디나모 키이우
그는 2015년 5월 24일, 카르파티 리비우와의 경기에서 디나모 키이우 소속으로 우크라이나 프리미어리그 데뷔 전을 치렀다.

### 안데를레흐트
2020년 7월 21일, 조랴 루한스크의 총감독 대행인 스타니슬라프 오아노프는 미하일리첸코가 2020년 8월 1일, 벨기에 클럽 안데를레흐트로 이적한다고 발표했다. 2020년 8월 3일, 그는 안데를레흐트 선수로 공식 발표되었다.

#### 샤흐타르 도네츠크로의 임대
2022년 7월 27일, 안데를레흐트는 미하일리첸코를 샤흐타르 도네츠크에 매수 옵션으로 임대했다고 발표했다.

## 국가대표팀 경력
미하일리첸코는 2020년 9월 3일, 스위스와의 UEFA 네이션스리그 경기에서 우크라이나 국가대표팀으로 데뷔하여 2-1로 승리했다.
2024년 5월, 그는 세르히 레브로우가 UEFA 유로 2024에 소집한 26명의 선수 명단에 포함되었다.